# Miguel Romero Lugo
Miguel Alberto Romero Lugo (San Juan, 17 de febrero de 1970) es un abogado y político puertorriqueño, quien es el alcalde de la ciudad de San Juan, Puerto Rico desde el 11 de enero de 2021. Fue el pasado Secretario del Trabajo y Recursos Humanos de Puerto Rico, Secretario de la Gobernación de Puerto Rico y senador por el Distrito de San Juan. Actualmente se encuentra en segundo termino como alcalde de San Juan, desde el 13 de enero de 2025.

## Primeros años y educación
Romero nació el 17 de febrero de 1970 en San Juan, Puerto Rico. Este joven profesional obtuvo su educación elemental en el sistema de educación pública de Puerto Rico. A la edad de 17 años fue aceptado en la Universidad de Puerto Rico en ciencias sociales. Mientras asistía a la Universidad, también tomó cursos en la escuela hotelera donde aprendió las destrezas que luego utilizaría en su trabajo como unionado de croupier de casino, posición que le proveyó su primera exposición a los acuerdos en convenios colectivos.
Se graduó summa cum laude[cita requerida] de la Facultad de Derecho de la Universidad Interamericana de Puerto Rico siendo el promedio más alto de su clase.[cita requerida] Luego de su graduación, obtuvo la puntuación más alta en su examen de reválida.[cita requerida] Romero está autorizado a practicar derecho en el Estado de la Florida, la Corte Federal en Puerto Rico, la Corte Federal del Centro de la Florida y la Corte Suprema de los Estados Unidos.[cita requerida]

## Carrera política

### Trayectoria temprana
En 1993, comenzó labores en el Gobierno de Puerto Rico trabajando en la Oficina de Asuntos de la Juventud. Luego, pasó a La Fortaleza, donde trabajaba en la Oficina de Asuntos Municipales durante el día mientras cursaba estudios nocturnos en la Facultad de Derecho de la Universidad Interamericana de Puerto Rico.
En 1998, el Gobernador Pedro Rosselló nominó a Romero como Miembro Asociado de la Junta de Apelaciones del Sistema de Administración de Personal. Dos años después, fue designado presidente de dicha entidad, sirviendo en esa capacidad hasta 2004, siendo el miembro más joven del gabinete al momento de su nominación. Luego, Romero practicó como abogado privado, especializándose en asuntos de relaciones laborales.

### Secretario del Trabajo y Recursos Humanos
En noviembre de 2008, el Gobernador Luis Fortuño, lo nomina como Secretario del Trabajo y Recursos Humanos. Fue juramentado al cargo en enero de 2009. Romero medió exitosamente disputas y lideró varias negociaciones con uniones laborales mejorando las condiciones de la fuerza laboral puertorriqueña.
Mientras ejercía sus funciones, Romero estuvo activo en varias juntas del Gobierno de Puerto Rico, incluyendo el Fondo del Seguro del Estado, la Administración de Vivienda Pública, la Comisión de Fomento Cooperativo, la Junta Estatal del Work Investment Act y la Junta de Estabilización Económica y Fiscal. Además, fue uno de solo cinco oficiales de gobierno que compusieron el comité que estuvo a cargo de la reorganización y modernización de la Rama Ejecutiva de Puerto Rico. Por su liderato, el Gobernador de Puerto Rico además delegó en Romero la labor de resolver los problemas del sistema de retiro nombrándolo presidente de la Comisión para la Reforma de los Sistemas de Retiro del Gobierno de Puerto Rico.
En agosto de 2012, Romero fue nombrado Secretario de la Gobernación por el Gobernador Luis Fortuño.

### Secretario de la Gobernación de Puerto Rico
El 1 de agosto de 2012, Romero se convirtió en el tercer Secretario de la Gobernación del Gobernador Luis Fortuño, sustituyendo a Marcos Rodríguez Ema, quien pasó a ser asesor de la campaña a la reelección de Fortuño. Las diferencias en estilo a su predecesor fueron marcadas desde el principio cuando anunció que se concentraría en los asuntos gubernamentales y evitaría verse involucrado en el debate político.[cita requerida]

### Política federal
Romero, un demócrata, sirvió como delegado en la Convención Nacional Demócrata de 2012 en Charlotte, Carolina del Norte, representando el Distrito Senatorial de San Juan.  En la reorganización 2024 del Partido Demócrata, fue electo nuevamente en su cargo como miembro por acumulación, en la estructura del nuevo presidente, el Lcdo. Luis Dávila Pernas.

### Candidatura a Presidente Municipal del PNP en San Juan
En el 2014, Romero ostentó la presidencia del Partido Progresivo Nuevo (PNP) en San Juan. Sin embargo, no salió favorecido obteniendo el segundo lugar ante Leonides Díaz Urbina en una elección especial que se celebró el 8 de junio de 2014 donde obtuvo 6,002 votos para un 31.52 %.

### Candidatura al Senado por el Distrito de San Juan
En noviembre de 2015, Romero anunció su aspiración a ocupar un escaño en la Asamblea Legislativa como senador por el Distrito de San Juan que incluye los municipios de San Juan, Aguas Buenas y parte de Guaynabo. Para diciembre de 2015, sometió oficialmente su candidatura ante el PNP. A finales de enero de 2016, cumplió y sobrepasó los 3,000 endosos requeridos para presentarse como aspirante en las primarias a celebrarse el 5 de junio de 2016. En las Elecciones generales de Puerto Rico de 2016, fue electo como senador. El 2 de enero de 2017 juramentó al cargo y fue designado como presidente, entre el 2017 y 2019, de la Comisión de Gobierno, la Comisión Especial para la Evaluación del Sistema Electoral de Puerto Rico y la Comisión Conjunta para la Revisión Continua del Código Penal y para la Reforma de las Leyes Penales.

### Alcalde de San Juan
Tras cuatro años en el Senado de Puerto Rico, en las Elecciones generales de Puerto Rico de 2020 los sanjuaneros lo eligieron alcalde del Municipio de San Juan. El 11 de enero de 2021, tomó posesión del cargo, convirtiéndose en el octavo alcalde de San Juan electo por el voto directo de los sanjuaneros.

## Historial electoral
| Año  | Cargo                               | Tipo      | Partido | Partido | Votos  | %     | Posición | Resultado |
| ---- | ----------------------------------- | --------- | ------- | ------- | ------ | ----- | -------- | --------- |
| 2016 | Senador por el distrito de San Juan | Generales |         | PNP     | 80,844 | 24.49 | 2.º      | Electo    |
| 2020 | Alcalde de San Juan                 | Primarias |         | PNP     | 21,012 | 76.24 | 1.º      | Electo    |
| 2020 | Alcalde de San Juan                 | Generales |         | PNP     | 46,427 | 36.60 | 1.º      | Electo    |
| 2024 | Alcalde de San Juan                 | Generales |         | PNP     | 57,039 | 46.91 | 1.º      | Reelecto  |